# 大眼金線魮
大眼金線魮（学名：Sinocyclocheilus macrophthalmus），又稱大眼金线鲃，为輻鰭魚綱鯉形目鲤科金線魮屬的其中一種，該物種分布於亞洲中國廣西壯族自治區都安瑤族自治縣、大化縣地下河流域，本魚體側扁，頭大，吻圓鈍，眼大，具觸鬚2對，體被鱗片，側線完整，側線鱗55-69枚，尾鰭叉形，背鰭鰭條12枚，背鰭鰭條末端變硬且具鋸齒狀，臀鰭軟條8枚，脊椎骨39個，體色呈半透明，尾鰭基部有一條明顯的深褐色斑紋，體長可達4.7公分，棲息在洞穴底中層水域，生活習性不明。

## 扩展阅读
維基物種上的相關：大眼金線魮